# قوارب أبيدوس

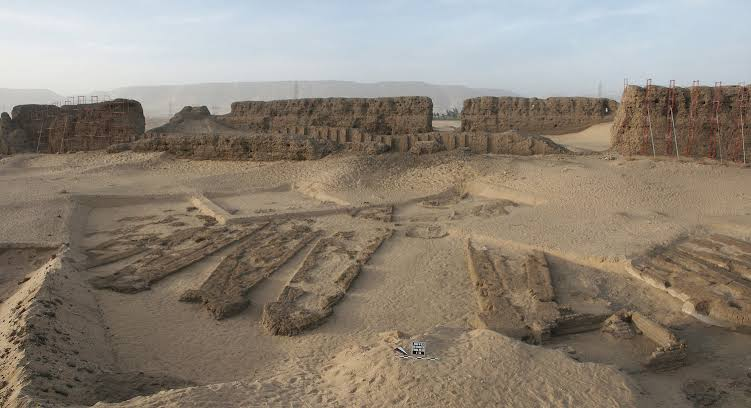
قوارب أبيدوس

قوارب أبيدوس هي بقايا مجموعة من القوارب الاحتفالية الملكية المصرية القديمة وجدت في موقع أثري في أبيدوس بمصر.
اكتُشفت عام 1991، وبدأت أعمال التنقيب في قوارب أبيدوس في عام 2000 حيث تم تحديد أربعة عشر قاربًا. وهي تقع بجانب الهيكل الضخم من الطوب اللبن المعروف باسم شونة الزبيب، المنسوب إلى ملك الأسرة المصرية الثانية خع سخموي. شونة الزبيب هي واحدة من العديد من منشآت «الأسوار المغلقة» في هذا الموقع والتي يعود تاريخها إلى الأسرة المصرية الأولى، وتقع على بعد حوالي ميل واحد من المقبرة الملكية للأسرة المبكرة في أم الجعاب.

## اكتشاف

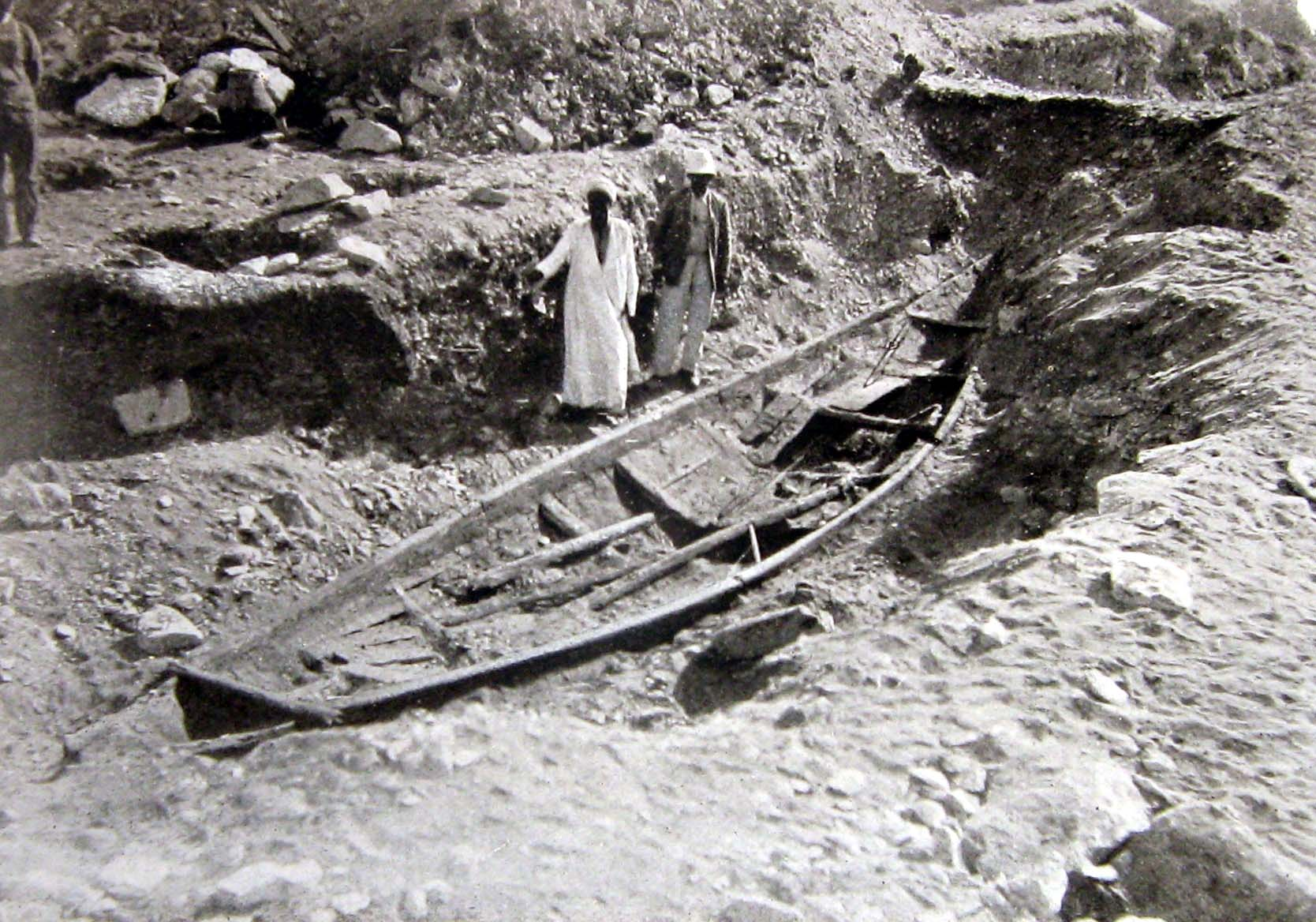
صورة أثناء التنقيب القرن الفارط في مصر

في 31 أكتوبر 2000، أصدر متحف جامعة بنسلفانيا وبعثة جامعة ييل إلى أبيدوس بيانًا صحفيًا وصفوا فيه اكتشاف القوارب الشمسية الملكية في أبيدوس. في موقع على بعد ميل من المقابر الملكية، لوحظت خطوط من الطوب اللبن تم اكتشافها بواسطة الرمال المتدفقة لأول مرة في عام 1988. ومن المفهوم أن بقايا الطوب هذه في أبيدوس كان يُعتقد في البداية أنها جدران. في عام 1991، تم تقديم توضيح هام. قرر إجماع بحثي أن هذه الآجر كانت بقايا جدران قديمة، ولكن ليس بالمعنى المعتاد. كانت في الواقع حدودًا لأكثر من اثني عشر مدفونًا للسفن من سلالة مبكرة. كان لكل قبر سفينة جدران حدودية من الطوب. كان مخطط كل قبر على شكل قارب، وكان سطح كل منها مغطى بطبقة من الطين والغسول الأبيض. تمثل الصخور الصغيرة عند مقدمة أو مؤخرة كل قبر المراسي. بسبب هشاشة بقايا القارب، لم يتم إجراء أي حفريات تقريبًا في البداية حيث كان لابد من دراسة الموقف بعناية من أجل الحفظ في المستقبل.

## التصميم والبناء
الاستثناء الوحيد لسياسة «المظهر ولكن لا تلمس» هو القارب رقم 10، والذي كان يظهر ببطء بسبب تآكل التربة الواضح. لمدة خمسة أيام، فحص علماء الآثار بعناية القسم الأوسط من السفينة. اكتشفوا الألواح الخشبية والحبال المتحللة وحزم القصب. قام النمل الآكل للخشب بتحويل جزء كبير من هيكل السفينة إلى فضلات (براز النمل)، لكن النمل احتفظ بشكل الهيكل الأصلي. كشف الجزء الأوسط من هذا الزورق عن طرق البناء المستخدمة وتأكد من وجود أقدم قارب تم تصنيعه «لوح خشبي» تم اكتشافه حتى الآن. أظهر بناء القارب أنه تم تشييده من الخارج إلى الداخل، حيث لم يكن هناك إطار داخلي. يبلغ متوسط طول هذه القوارب 75 قدمًا وعرضها من 7 إلى 10 أقدام في أقصى عرض لها، وكان عمقها حوالي قدمين فقط، مع أقواس ومؤخرات ضيقة. كانت العديد من القوارب مغطاة بالجص الأبيض، وكذلك مقابر أبيدوس رقم 10 كانت باللون الأصفر.
«كانت إحدى أهم تقنيات النجارة الأصلية هي النقر الثابت ووصلة لسان. يتم عمل لسان ثابت عن طريق تشكيل نهاية خشب واحد ليتناسب مع نقر (ثقب) مقطوع إلى أخشاب ثانية. شكل مختلف من هذا المفصل أصبح استخدام لسان حر في نهاية المطاف أحد أهم الميزات في بناء السفن في البحر الأبيض المتوسط والمصرية. فهو ينشئ اتحادًا بين لوحين أو مكونات أخرى عن طريق إدخال لسان منفصل في تجويف (نقر) بالحجم المقابل المقطوع في كل مكون.»
كانت اللحامات بين الألواح مليئة بحزم القصب، كما غطت القصب أرضية كل قارب من أبيدوس. بدون إطار داخلي، أصبحت بعض هذه القوارب ملتوية، كما كان لا مفر منه بدون هيكل عظمي داخلي للدعم عند الخروج من الماء. كان خشب قوارب أبيدوس عبارة عن أثل محلي، أرز الملح - وليس أرز لبنان الذي تم استخدامه في مركب الشمس لخوفو وكان مفضلًا لبناء السفن في مصر في الأسرات اللاحقة.
تم استخدام أرز لبنان في أعمدة وعوارض مقابر أم الجعاب وقد تم استيراده في وقت سابق؛ تلمح بقايا الصباغ في الألوان الزاهية. تم طلاء الألواح الخشبية باللون الأصفر من الخارج كما تم العثور على آثار لصبغة بيضاء.
بالنسبة للعلماء، يبدو استخدام المفاصل غير المربوطة أمرًا غريبًا، إن لم يكن غريب الأطوار، ولا يوجد في تقاليد بناء السفن القديمة الراسخة في البحر الأبيض المتوسط. سمح هذا النهج بتفكيك القوارب المصرية المستخدمة في التجارة بسهولة، ونقل الألواح لمسافات طويلة عبر الصحراء ثم إعادة تجميعها لاستخدامها في طرق تجارية مهمة مثل تلك الموجودة في البحر الأحمر. هناك صور للقوارب تعود إلى ما عصر ما قبل الأسرات والأسرة الأولى على طول النصف الأول من الطريق في الصحراء المعروف أنها تستخدم للوصول إلى البحر الأحمر من صعيد مصر. رسم تخطيطي على شقفة مرسومة تم العثور عليه في يصور كهنة يحملون لحاء آمون الشمسي عبر الصحراء. هذا الفن الصخري ليس فقط دليلًا على تفكيك القوارب المحمولة، ولكن له أهمية سحرية أيضًا.

## أهمية الطقوس
تم العثور على قوارب أبيدوس في قبور القوارب مع توجيه أطرافها نحو النيل. يعتبرها الخبراء أنها كانت المراكب الملكية المخصصة للملك في الآخرة. أم الجعاب هي مقبرة ملكية على بعد حوالي ميل واحد من قبور قوارب أبيدوس حيث دفن الملوك المصريين الأوائل.
كانت قوارب أبيدوس هي أسلاف القوارب الشمسية العظيمة للأسرات اللاحقة التي انضم فيها الملك إلى ابن الإله رع ورحلوا معًا عبر النيل المقدس خلال النهار. كان من الممكن أن يكون لديهم العديد من السمات والاستعارات المهمة التي ارتبطت بالنباح الشمسي في الأسرات اللاحقة، وربما ينبغي بالفعل تسمية القوارب الشمسية ذات التصميم السابق. سفينة خوفو التي بنيت للملك خوفو - حوالي 2500 قبل الميلاد، وعادة ما يتم تحديدها على أنها أقدم سفينة شمسية. ودُفنت في حفرة عند سفح الهرم الأكبر بالجيزة.
كانت قبور قوارب أبيدوس مجاورة لحاوية جنائزية ضخمة تعود إلى أواخر عهد ملك الأسرة الثانية (2675 قبل الميلاد) خع سخموي في أبيدوس التي تبعد 8 أميال عن نهر النيل. أم الجعاب هي مقبرة ملكية في أبيدوس بمصر حيث دفن الملوك المصريين الأوائل. ومع ذلك، فقد تم إنشاء قبور القوارب هذه في وقت أبكر من أواخر الأسرة الثانية، ربما لرحلات الحياة الآخرة لحور عحا، ثاني ملك (حوالي 2920-2770) من الأسرة الأولى في مصر، أو الملك جر أيضًا من الأسرة الأولى. تم تحديد الاكتشافات الجنائزية التي تم اكتشافها مؤخرًا على أنها اكتشافات الملك حور عحا، الذي قد يكون ابن الملك الشهير نعرمر، الذي يُنسب إليه غالبًا أول توحيد لمصر العليا والسفلى.

## قوارب الأسرة الأولى
قوارب أبيدوس ليست الاكتشاف الوحيد لسفن الأسرة الأولى. تم العثور على 19 مدفنًا للقوارب في حلوان، لكن أربعة فقط من هذه المدافن تم نشرها بشكل سيئ. تم العثور على ستة قبور للقوارب في سقارة من قبل والتر بريان إيمري ولم يتم نشر سوى أربعة منها فقط. أخيرًا، عُرِف نموذجان من الزورقين بالحجم الكامل مصنوعين من الطين من تل أبو روش. حلوان (إحدى ضواحي القاهرة على الجانب الشرقي من النيل) تحتوي على مقبرة ضخمة على بعد 20 كم جنوب القاهرة المجاورة لسقارة حيث تم تصنيف ما لا يقل عن 10000 مقبرة. يشير حجم حلوان إلى عدد كبير جدًا من السكان في أوائل عصر الأسرات. تعود جميع المقابر تقريبًا إلى الأسرة صفر حتى الأسرة المصرية الثالثة. هناك 19 مقبرة للنخبة حيث تم اكتشاف مدافن القوارب الجنائزية من الأسرة الأولى والتي تشبه تلك الموجودة في أبيدوس، ولكن القليل من المعلومات المنشورة متاحة.